# Sebastian Nielsen
Pour les articles homonymes, voir Nielsen.
Sebastian Nielsen, né le 27 août 2000 à Rødovre, est un coureur cycliste danois.

## Biographie
Durant son enfance, Sebastian Nielsen se consacre d'abord à l'athlétisme, et plus particulièrement à la course à pied,. Adepte du demi-fond, il obtient de bons résultats au niveau national dans les catégories de jeunes. De nombreuses blessures l'amènent cependant à délaisser cette discipline. Nielsen se tourne alors progressivement vers le cyclisme par l'intermédiaire de son père, lui-même pratiquant de ce sport. Il prend une licence vers l'âge de quinze ans au CK Fix Rødovre, un club établi sur se terres natales.
En 2018, il se classe notamment deuxième d'une étape des Boucles de l'Oise Juniors, cinquième de la Route des Géants et sixième du championnat du Danemark sur route juniors (moins de 19 ans). Il intègre ensuite l'équipe continentale Restaurant Suri-Carl Ras en 2021. Avec cette formation, il passe tout proche d'un succès de prestige sur le Tour du Danemark en terminant deuxième de la quatrième étape, derrière son compagnon d'échappée Colin Joyce.
Lors de la saison 2022, il s'impose sur une épreuve nationale à Horsens. La même année, il finit troisième d'une étape du Tour of Malopolska, quatrième de la Scandinavian Race Uppsala et dixième championnat du Danemark espoirs. Il rejoint ensuite la formation ColoQuick en 2023, avec pour ambition de décrocher un contrat professionnel. Bon routier-sprinteur, il remporte deux nouvelles courses danoises. Il obtient par ailleurs de nouvelles places d'honneur en se classant quatrième de Paris-Troyes, cinquième du Ringerike Grand Prix ou encore huitième et dixièmes d'étapes sur le Tour du Danemark. Grâce à ses performances, il signe un contrat de deux ans avec la structure néerlandaise TDT-Unibet, qui prévoit de monter au niveau ProTeam en 2024.

## Palmarès et résultats

### Par année
- 2018
  - 3e du championnat du Danemark du contre-la-montre par équipes juniors
- 2022
  - Grand Prix Horsens
  - 2e du Skandis GP
- 2023
  - Grand Prix Lumsås
  - Konggaard Løbet

### Classements mondiaux
| Année                                 | 2021  | 2022  | 2023 |
| ------------------------------------- | ----- | ----- | ---- |
| Classement mondial                    | 1988e | nc    | nc   |
| UCI Europe Tour                       | 1346e | 1039e | 894e |
|                                       |       |       |      |
| Légende : nc = non classéSource : UCI |       |       |      |